# René Bonnet Djet

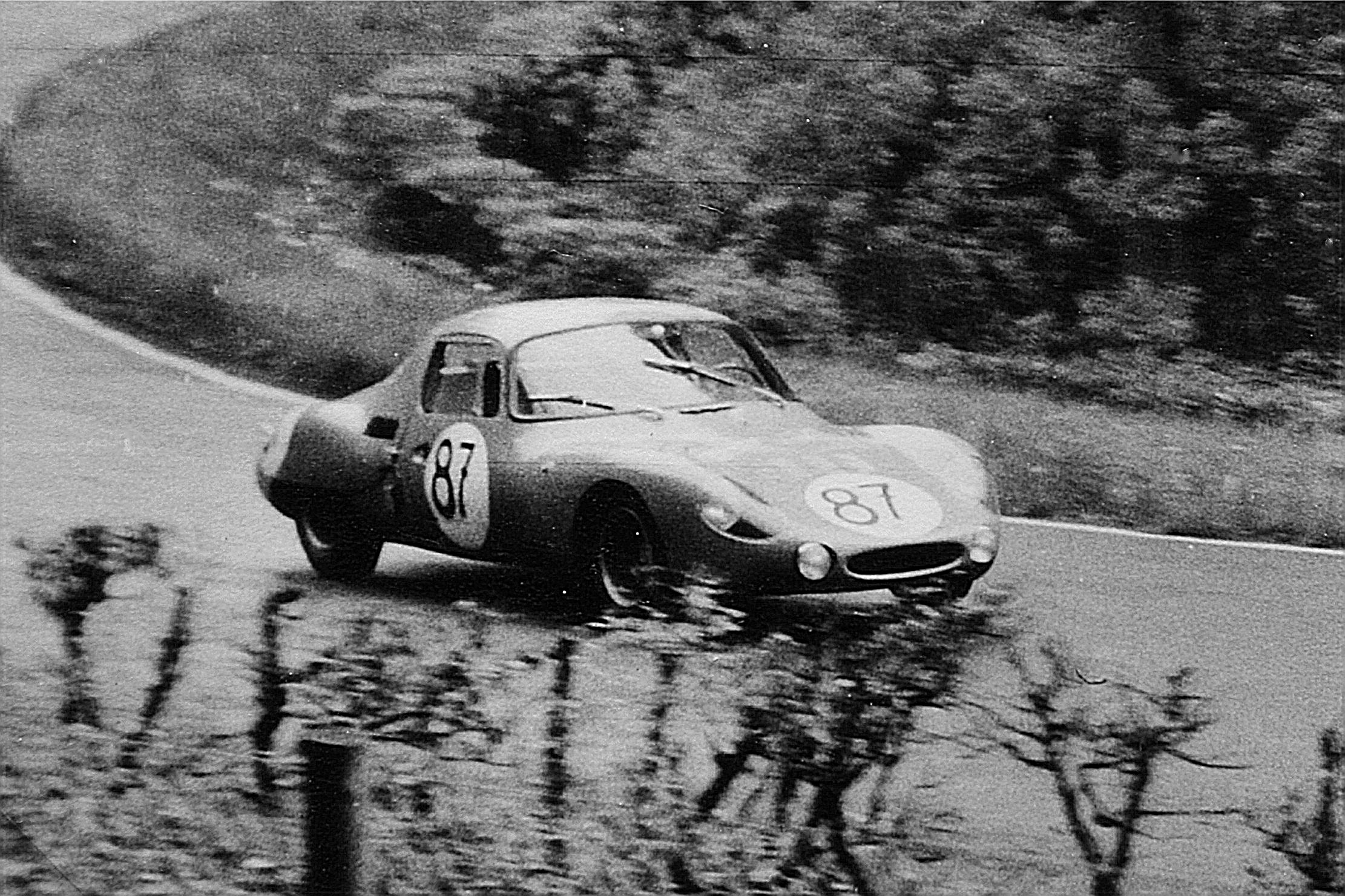
Der René Bonnet Djet mit der Startnummer 87, gefahren von Jean Vinatier und Gérard Laureau beim 1000-km-Rennen am Nürburgring 1963. Die beiden Franzosen erreichten mit dem Wagen den 36. Rang in der Gesamtwertung

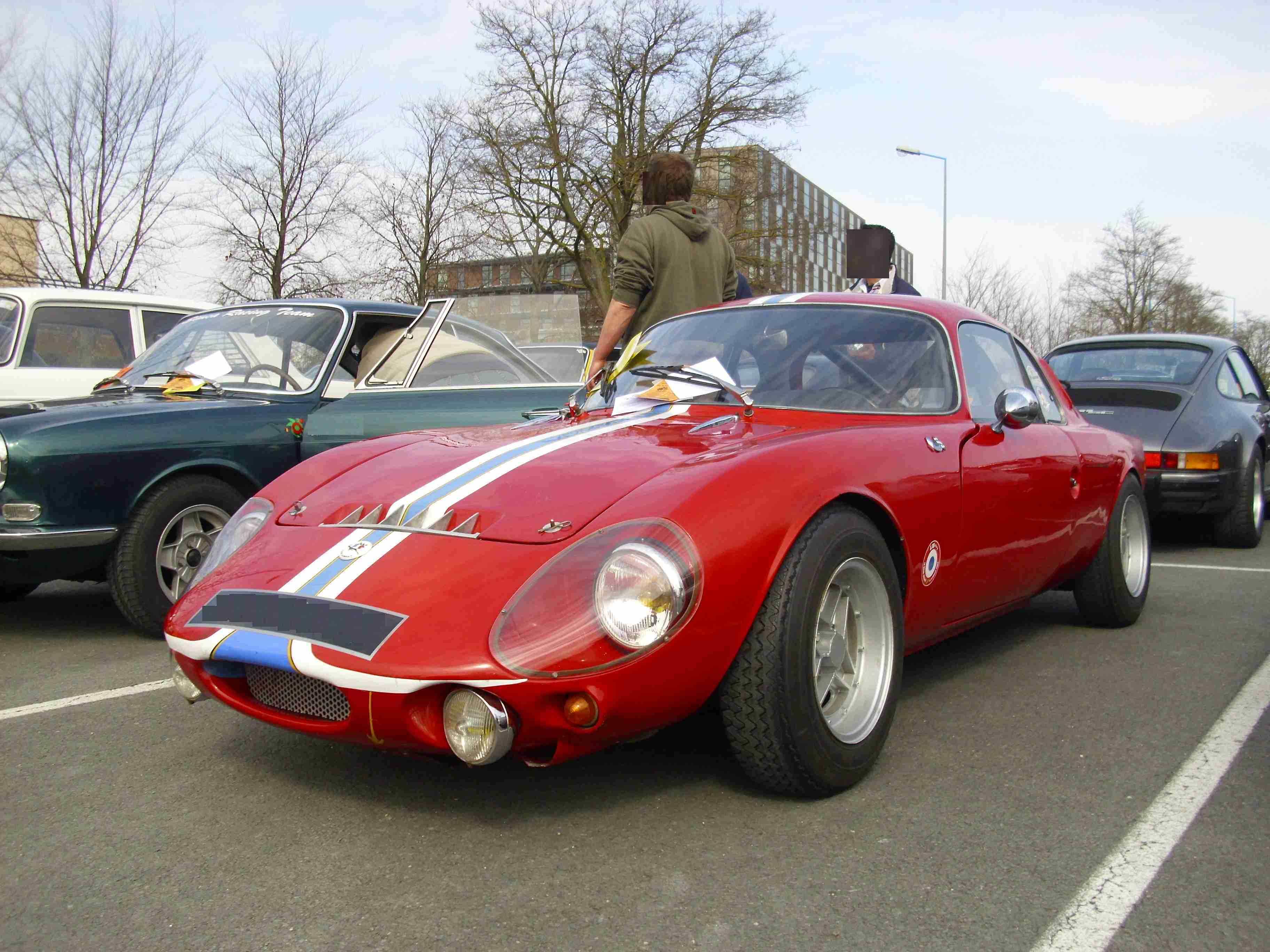
Straßenversion des René Bonnet Djet

Der René Bonnet Djet, auch Matra Bonnet Djet, war ein Sportwagen, der zwischen 1962 und 1964 bei Automobiles René Bonnet gebaut wurde.

## Entwicklungsgeschichte
1961 kam es zur Trennung der langjährigen Partnerschaft von René Bonnet und Charles Deutsch. Die beiden Franzosen waren seit 1932 unter der Firmenbezeichnung Deutsch & Bonnet tätig, und entwickelten neben Straßenfahrzeugen erfolgreiche Rennwagen, den DB HBR, den DB HBR4 und den DB HBR5. Nach der Trennung gründete René Bonnet ein eigenes Unternehmen – Automobiles René Bonnet.
Erste separate Entwicklung war der Djet. Bonnet und Deutsch hatten in den 1950er-Jahren eng mit Panhard zusammengearbeitet und die Eigenentwicklungen mit deren Technik ausgestattet. Außer wirtschaftlichen Problemen war das Auslaufen des Liefervertrages zwischen Panhard und Deutsch & Bonnet mit ein Grund für die Trennung der beiden Partner. Während es Charles Deutsch gelang ein neues Übereinkommen mit Panhard zu schließen, musste sich Bonnet um neue Partnerschaften bemühen. Er fand diese bei Matra und Renault. Bonnet konnte den damaligen Matra-Eigentümer Jean-Luc Lagardère zu finanzieller Unterstützung eines neuen Fahrzeugprojekts gewinnen und den Renault-Vorstand von der Lieferung von Aufhängung, Antriebs- und Motorentechnik überzeugen.
Als einer der ersten in Serie gebauten Mittelmotor-Sportwagen ist der Djet auch automobilhistorisch bedeutsam. Das Fahrgestell bestand aus einem Zentralrohrrahmen, einer Gitterkonstruktion aus Vierkantrohren. Die schlanke, zum Heck hin flach auslaufende Karosserie war aus Kunststoff und wurde bei einem Tochterunternehmen von Matra gefertigt. Ungewöhnlich war das aufklappbare Heckfenster, das den problemlosen Zugang zum Motor ermöglichte. Der 4-Zylinder-Gordini-Reihenmotor leistete 94 PS (69 kW) und beschleunigte das Fahrzeug auf bis zu 190 km/h. Alle vier Räder waren über doppelte Dreieckslenker mit je zwei Schraubenfedern und zwei Stoßdämpfern einzeln aufgehängt. Schwachpunkt war das Viergang-Getriebe aus dem Renault Estafette, das für einen Lieferwagen entwickelt wurde und für einen Sportwagen ungeeignet war. Es war schwer zu schalten und defektanfällig.
Bis 1964 wurden 198 Fahrgestelle gebaut, 190 Straßenwagen und 8 Rennchassis. Das waren jedoch zu wenig Exemplare, um für Bonnet Gewinn bringend zu sein. Da Bonnet noch Altschulden aus der Zeit von Bonnet & Deutsch zu tragen hatte, nahm er 1964 ein Kaufangebot von Lagardère an und verkaufte sein Unternehmen an Matra. Dort wurde das Modell mehrmals überarbeitet und bis 1968 als Matra Djet verkauft. Ihm folgte der Matra 530 mit Ford-Motor.

## Renngeschichte
Der Djet wurde zwischen 1962 und 1965 gefahren, aber fast ausschließlich vom Werksteam gemeldet und eingesetzt. Der erste Renneinsatz war beim 1000-km-Rennen am Nürburgring 1962, das Jean Vinatier und Gérard Laureau als Gesamtneunzehnte beendeten. Das ergab gleich beim ersten Start einen Klassensieg, da das Team in der Prototypen-Klasse bis 1-Liter-Hubraum als Sieger durchs Ziel ging. Für fast alle französischen Hersteller war und ist das 24-Stunden-Rennen von Le Mans von besonderer Bedeutung. 1962 sollten vier Djets ins Rennen gehen. Bernard Consten und José Rosinski im Wagen mit der Startnummer 46. Robert Bouharde und Jean Vinatier im Wagen mit der Nummer 49, sowie Jean-Claude Vidilles und Vinatier in der Nummer 61. Eine Sonderform war der Djet 2 Spider von Paul Armagnac und Laureau. Ein Wagen konnte nach einem Trainingsunfall nicht starten. Dennoch gab es erneut einen Klassensieg, diesmal durch Consten und Rosinski; auch der Spider kam ins Ziel.
Es folgten 1962 ein weiterer Klassensieg durch Vinatier bei der Trophée d’Auvergne und ein zweiter Rang in der gemeldeten Rennklasse beim 1000-km-Rennen von Paris. Bei diesem Rennen verunglückte Paul Armagnac in einem Djet tödlich.
An die Erfolge 1962 konnte man bei den Rennen zur Sportwagen-Weltmeisterschaft 1963 und 1964 nicht mehr anschließen.